# Brufut Beach
Brufut Beach ist eine Ortschaft und ein Strand im westafrikanischen Staat Gambia.
Nach einer Berechnung für das Jahr 2013 leben dort etwa 11 Einwohner, das Ergebnis der letzten veröffentlichten Volkszählung von 1993 betrug 3.

## Geographie
Brufut Beach liegt in der West Coast Region im Distrikt Kombo North.
Als Brufut Beach wird der Strandabschnitt zum Atlantischen Ozean bei dem Ort Brufut bezeichnet. Der Strandabschnitt liegt nördlich des Fischerorts Ghana Town und südlich des Bijilo Beachs.